# Mikrotoxikologie
Der Begriff Mikrotoxikologie bezeichnete ursprünglich die Analyse negativer Wirkungen von Giften in geringen Dosen. Neuerdings versteht man unter Mikrotoxikologie aber auch die Untersuchung toxischer Wirkungen unter Einsatz extrem kleiner Stoffmengen in sehr kleinen Testvolumina. Solche Untersuchungen sind besonders gut in mikrofluidischen Systemen bzw. Mikrotropfen durchführbar, wobei typische Testvolumina im Nanoliter- bis Mikroliterbereich liegen, d. h. nur ein tausendstel bis ein millionstel Milliliter umfassen. Dadurch brauchen nur sehr kleine Mengen an giftigen Substanzen und weiteren Reagenzien eingesetzt zu werden, und auch der Einsatz an biologischem Material ist sehr gering. Naturgemäß können diese stark miniaturisierten Tests nicht an großen Organismen oder großen Populationen durchgeführt werden. Aber sie sind sehr gut geeignet, um toxikologische Untersuchungen an Zellkulturen und Mikroorganismen durchzuführen. Insbesondere eignen sie sich auch für die Untersuchung toxischer Wirkungen auf einzelne Zellen. Die Mikrotoxiologie unter Nutzung mikrofluidischer Techniken wird gegenwärtig im Labor erprobt, ist aber nicht standardmäßig eingeführt und wird bisher noch nicht routinemäßig eingesetzt.

## Hochkonzentrationsaufgelöste Dosis/Wirkungs-Screenings
Neben der Bestimmung charakteristischer kritischer Werte für toxische Wirkungen (z. B. LD50-Wert, EC50-Wert), ist es auch von Interesse, wie sich das Wachstum oder die metabolische Aktivität von Zellen bzw. Zellpopulationen in Abhängigkeit von der Konzentration ändert. Dazu benötigt man viele Einzeltests mit einer in kleinen Schritten abgestuften Variation der Konzentration des zu untersuchenden Stoffes. Für konventionelle toxikologische Untersuchungen bedeutet das einen hohen Verbrauch an Chemikalien, biologischem Material und einen hohen Arbeitsaufwand.
Die für solche Untersuchungen erforderlichen größeren Untersuchungsreihen lassen sich sehr ressourcenschonend und elegant durch die Mikrofluidsegmenttechnik realisieren. Bei dieser Technik wird mit Hilfe von Mikropumpen eine geordnete Reihe von Tröpfchen mit abgestufter Konzentration erzeugt, indem die Flussraten mehrerer Ausgangslösungen sehr präzise variiert werden. Typischerweise werden Konzentrationsabstufungen im sub-Prozentbereich durch Sequenzen mit mehreren hundert Tropfen realisiert, wobei der Gesamtverbrauch an Lösungen unter einem Milliliter liegt. Hochaufgelöste Dosis/Wirkungs-Screenings belegen in manchen Fällen sehr scharfe Übergänge zwischen starkem und unterdrücktem Wachstum und Stimulationseffekte im sublethalen Bereich.

## Mikrotoxikologische Untersuchung von Kombinationswirkungen
Eine besondere Herausforderung stellt die Charakterisierung von Kombinationswirkungen zweier oder mehrerer Noxen auf Organismen dar. Das gemeinsame Vorkommen und die gemeinsame Wirkung von Giften oder anderen Wirkstoffen  ist nicht die Ausnahme, sondern der Regelfall. Das betrifft nicht nur die Auswirkungen in der Umwelt, sondern auch den Verbraucherschutz  und die Anwendung von Therapeutika in der Medizin. Die Giftwirkung von zwei Stoffen kann unabhängig voneinander sein, es können additive Effekte auftreten, es sind aber auch verstärkende (synergistische) Wirkungen oder abschwächende Effekte (antagonistische Wirkungen) möglich. Um solche Effekte beurteilen zu können, ist eine quantitative Untersuchung besonders wichtig.
Die Zahl der für eine quantitative Untersuchung kombinatorischer Wirkungen nötigen Einzelexperimente ist das Produkt der Anzahl von Konzentrationsabstufungen in jeder einzelnen Komponente. So benötigt man bei einer Konzentrationsabstufung von etwa 3 % für jeden von zwei kombinierten Stoffen etwa 1000 Einzeltests. Will man drei Stoffe in ihrer gemeinsamen Wirkung bewerten, so wären bei gleicher Konzentrationsauflösung bereits  etwa 30 000 Tests erforderlich. Selbst bei einer Konzentrationsabstufung von nur 10 % müssten noch rund 1000 Einzeltests durchgeführt werden.
Für die Lösung dieses Problems bietet die miniaturisierte Strategie der Mikrotoxikologie sehr gute Voraussetzungen. Über eine präzise Flussratensteuerung lassen sich auch zwei- und dreidimensionale Konzentrationsprogramme in Tropfensequenzen mit 1000 und mehr Einzeltropfen realisieren. Jeder Tropfen hat dabei eine individuelle Kombination der Konzentration der zu untersuchenden Einzelbestandteile. Auf diese Weise lassen sich komplette zwei- und dreidimensionale Konzentrationsräume bei minimalem Verbrauch an Chemikalien untersuchen. In experimentellen Laborstudien wurde die Methode an Bakterien und eukaryontischen Mikroorganismen sowohl für die Einwirkung von Umweltschadstoffen und Medikamenten als auch mit Bestandteilen von Nahrungs- und Genussmitteln sowie Nanopartikeln getestet. Dabei wurden je nach eingesetzten Noxen alle Varianten von Kombinationswirkungen beobachtet.